# Eudasypeltis pusillus
Eudasypeltis pusillus är en mångfotingart som beskrevs av Pocock 1895. Eudasypeltis pusillus ingår i släktet Eudasypeltis och familjen orangeridubbelfotingar. Inga underarter finns listade i Catalogue of Life.